# Pákolicz Dávid
Pákolicz Dávid (Kalocsa, 1984. szeptember 13. –) magyar labdarúgó.

## Pályafutása
Szülővárosában a Kalocsai FC utánpótlásánál nevelkedett, 2005-ben igazolt Győrbe az ETO-hoz.

### Győri ETO
2006 őszén kölcsönadták a másodosztályú DAC 1912 FC csapatához. Miután onnan visszatért a csapat egyik alapembere lett 21 bajnokin lépett pályára és szerzett egy gólt is 2007. május 12-én a Videoton FC ellen. A következő szezonban már csak a mérkőzések felén kapott lehetőséget, 2008–2009-ben pedig már főleg a második csapatban számítottak rá. A 2009–2010-es idényben újra kölcsönadták, ezúttal a Nyíregyháza Spartacushoz, ahol újra alapemberré tudott válni.